# 伊奈町立伊奈中学校
伊奈町立伊奈中学校（いなちょうりつ いなちゅうがっこう）とは、埼玉県北足立郡伊奈町にある公立中学校。

## 学区
大字小室の内中央、小貝戸、柴中荻（中荻、柴境を除く）、若榎、大山、大字小室の内丸山、志久、南本の県道上尾蓮田線の北側、本町一丁目から三丁目、大字大針原の一部、向原の一部、蔵屋敷の一部

## 学校教育目標
瑞々しく　かしこく　たくましく